# چالش هزاره ۲۰۰۲
چالش هزارهٔ ۲۰۰۲  (به انگلیسی: Millennium Challenge 2002) به اختصار اِم‌سی۰۲ (MC02)؛ یک رزمایش بزرگ شبیه‌سازی شدهٔ جنگ به صورت بازی ویدئویی بود که توسط نیروهای مسلح آمریکا در میانهٔ سال ۲۰۰۲ اجرا شد. این تمرین که از ۲۴ ژوئیه تا ۱۵ اوت اجرا شد و ۲۵۰ میلیون دلار هزینه داشت، شامل تمرین‌های واقعی و هم شبیه‌سازی‌های کامپیوتری بود. این رزمایش قرار بود آزمایشی از «تحول» آیندهٔ نیروی نظامی آمریکا باشد. گذاری به سمت فناوری‌های جدید که جنگ شبکه‌محور را ممکن می‌سازد و جنگ‌افزار و تاکتیک‌های قدرتمندتری فراهم می‌کند. در این شبیه‌ساز، ایالات متحده تحت عنوان نیروی‌های «آبی» به نبرد با دشمنی فرضی به رنگ «قرمز» که در خلیج فارس بودند می‌رود که دشمن فرضی را عمدتا ایران یا عراق می‌دانند.
طبق اظهارات دریاسالار پل ون ریپر،فرمانده تیم قرمز(دشمن فرضی یا همان نیروی دریایی سپاه)پس از آغاز این مانور مشخص شد چنانچه یک درگیری تمام عیار بین نیروهای آمریکایی مستقر در منطقه با نیروی دریایی سپاه (و نه تمامیت نیروی نظامی ایران)رخ دهد در روز اول جنگ تلفات نیروی آبی یا همان ارتش آمریکا بیش از بیست هزار نفر خواهد بود و خسارات شامل انهدام یک ناوگروه کامل متشکل از یک ناو هواپیمابر و چندین ناوشکن، رزم‌ناو و... خواهد بود.
پس از بدست آمدن نتایج دور از انتظار ارتش آمریکا در روز سوم مانور را بصورت کنترل شده و کاتالیزه برگزار کرد،بدین صورت که نیروهای قرمز (ندسا) حق استفاده از توان موشکی را نخواهند داشت و طبق انتظار با این تغیرات نتیجه رزمایش به نفع تیم آبی شد. 
در اعتراض به این رویه ژنرال پل ون ریپر نتایج ناامید کننده و بهت‌آور دور اول رزمایش را رسانه ای کرد که منجر به عزل و کنار گذاشتن این ژنرال کهنه کار از جریان این رزمایش شد.
بنابر اطلاعات ناشی از هک سیستم پنتاگون که توسط هکرهای سلیمان صورت گرفته است به نظر می‌رسد تلفات این رزمایش چیزی حدود ۲۰ هزار نفر بوده است